# CI Tauri
CI Tauri è una giovane nana arancione di circa 2 milioni di anni, distante circa 500 anni luce dal sistema solare, visibile nella costellazione del Toro.
La stella, una classica T Tauri, è circondata da un disco protoplanetario, la cui struttura ha condotto alla possibile individuazione di tre pianeti nel 2018, che si aggiungerebbero ad un gioviano caldo, CI Tauri b, scoperto nel 2016. I modelli di formazione planetaria incontrano delle difficoltà a riprodurre la complessa architettura del sistema.

## Caratteristiche
CI Tauri è una giovane nana arancione di circa 2 milioni di anni. Ha una massa pari al 90% della massa solare, ma occupa un volume maggiore, con il suo raggio misurato in 1,88 R⊙ dalla missione Gaia. È inoltre nettamente meno luminosa del Sole, con una luminosità pari al 55 % di quella solare. Analizzando la sua curva di luce è stato misurato il suo periodo di rotazione, pari a circa 6 giorni e 14 ore.
È una classica stella T Tauri. Attorno alla stella è stato scoperto un disco protoplanetario, con una massa di circa 37 masse gioviane e inclinazione compresa tra 45° e 54°.
Appartiene alla Nube del Toro.

## Sistema planetario

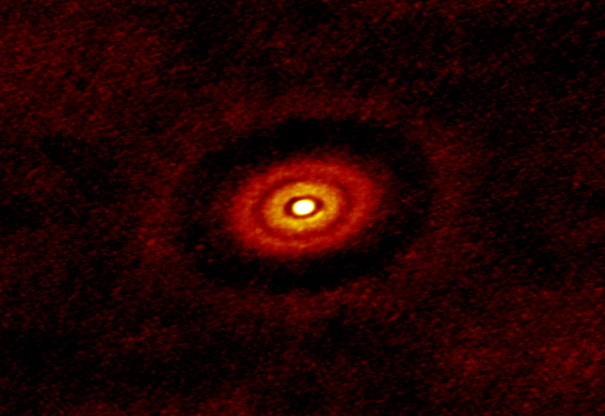
Il disco protoplanetario di CI Tau

Osservazioni condotte nell'infrarosso tra il 2009 e il 2014 hanno condotto nel 2016 all'identificazione, con il metodo delle velocità radiali, di un pianeta gioviano caldo, CI Tauri b, in orbita attorno alla stella. Il pianeta ha una massa pari a 11 masse gioviane e percorre un'orbita piuttosto eccentrica e molto inclinata, che completa in circa 9 giorni. La presenza del pianeta è stata confermata nel 2018, quando uno studio indipendente ha rilevato un affievolimento con periodo di 9 giorni nelle curve di luce della stella, acquisite attraverso la missione Kepler-2. Inoltre, un terzo studio ha rilevato il monossido di carbonio (CO) nell'atmosfera del pianeta, definendo ulteriormente le caratteristiche della sua orbita.
La formazione di un pianeta così massiccio in un periodo così precoce della vita della stella sembrerebbe giustificare, in questo caso, il cosiddetto modello "hot start" di accrescimento planetario, con il collasso diretto del pianeta dalla nube molecolare che ha condotto alla formazione della stessa stella.
Osservazioni condotte con l'Atacama Large Millimeter Array (ALMA) il 27 agosto 2016 hanno permesso di cogliere dettagli nel disco protoplanetario che, nelle precedenti osservazioni, era risultato sempre piuttosto omogeneo. È emersa, in particolare, la presenza di una lacuna a 104,5±1,6 UA, con una larghezza di 36,9±2,9 UA e una profondità di 0,41+0,04
−0,06 UA che avrebbe potuto essere spiegata anche con la presenza di un altro pianeta nel sistema. L'osservazione è stata ripetuta il 23 e il 24 settembre 2017, ottenendo un'immagine con definizione ancora maggiore. Ciò ha permesso di individuare ulteriori lacune che suggeriscono l'esistenza nel sistema di altri tre pianeti con massa pari a 0,75, 0,15 e 0,4 MJ e con distanze medie dalla stella di 14, 43 e 108 UA, rispettivamente.

### Prospetto del sistema
Segue un prospetto dei componenti del sistema planetario di CI Tauri, in ordine di distanza dalla stella.
| Pianeta | Tipo           | Massa            | Periodo orb.  | Sem. maggiore | Eccentricità | Incl. orbita     | Scoperta |
| ------- | -------------- | ---------------- | ------------- | ------------- | ------------ | ---------------- | -------- |
| b       | gioviano caldo | 11,6+2,9 −2,7 MJ | 8,9891 giorni | -             | 0,25±0,16    | 50,5°+6,3° −8,5° | 2016     |